# Kato Newrokopi
Kato Newrokopi (gr. Κάτω Νευροκόπι) – miejscowość w Grecji, w administracji zdecentralizowanej Macedonia-Tracja, w regionie Macedonia Wschodnia i Tracja, w jednostce regionalnej Drama. Siedziba gminy Kato Newrokopi. W 2011 roku liczyła 2157 mieszkańców.